# Ixonema sordidum
Ixonema sordidum is een rondwormensoort uit de familie van de Microlaimidae. De wetenschappelijke naam van de soort is voor het eerst geldig gepubliceerd in 1971 door Lorenzen.